# 1173 Anchises
1173 Anchises (1930 UB) là một thiên thể Troia của Sao Mộc, trong nhóm Troia, được phát hiện ngày 17 tháng 10 năm 1930 bởi Karl Wilhelm Reinmuth ở Heidelberg.